# Mouvement pour l'avenir de Curaçao
Le Mouvement pour l'avenir de Curaçao  (en néerlandais Beweging voor de Toekomst van Curaçao, en papiamento Movementu Futuro Kòrsou, abrégé en MFK) est un parti politique indépendantiste curacien créé en 2010 par Gerrit Schotte et dirigé par Gilmar Pisas,.

## Résultats
| Année | Voix   | %     | Rang | Élus    | +/- |
| ----- | ------ | ----- | ---- | ------- | --- |
| 2010  | 15 953 | 21,46 | 2e   | 5 / 21  | Nv. |
| 2012  | 18 450 | 21,21 | 2e   | 5 / 21  |     |
| 2016  | 12 671 | 16,01 | 2e   | 4 / 21  | 1   |
| 2017  | 15 706 | 19,92 | 3e   | 5 / 21  | 1   |
| 2021  | 23 559 | 27,76 | 1er  | 9 / 21  | 4   |
| 2025  | 41 638 | 55,22 | 1er  | 13 / 21 | 4   |